# Seitenstraße (Film)
Seitenstraße (Originaltitel Back Street) ist ein US-amerikanischer Spielfilm aus dem Jahr 1941 unter der Regie von Robert Stevenson. Die Hauptrollen in dieser tragischen Geschichte, die ihren Anfang zu Beginn des 20. Jahrhunderts nimmt und sich zwischen dem Bankkaufmann Walter Saxel und Ray Smith, der Tochter eines Textilwarenhändlers, abspielt, sind mit Charles Boyer und Margaret Sullavan besetzt. Fannie Hursts Roman Back Street (New York, 1931) bildet die Vorlage für die Verfilmung.  

## Handlung
Der angehende Automobilhersteller Curt Stanton führt zur Jahrhundertwende auf einer Parade in Cincinnati seinen neuen Wagen vor, der keiner Pferde mehr bedarf. Stantons Plan, auf sich aufmerksam zu machen, um neue Geldgeber zu gewinnen, misslingt jedoch, als das Fahrzeug direkt vor einer Bank mit lautem Getöse stehenbleibt. Der junge Mann schiebt das Auto unter dem Gespött der Umstehenden zu seinem Fahrradladen zurück. Einzig Ray Smith, die mit im Wagen saß, versucht ihn zu trösten. 
Als Ray am Abend Freunde, darunter Ed Porter, zum Bahnhof begleitet, macht sie die Bekanntschaft des Investmentbankers Walter Saxel. Für beide ist es Liebe auf den ersten Blick. Saxel verschiebt daraufhin sogar seine beabsichtigte Reise nach New Orleans. Als Ray erfahren muss, dass Saxel gebunden ist und ein Bruch mit seiner Freundin, der Nichte seines Chefs, ihn beruflich und sozial ruinieren würde, ist sie tief enttäuscht. Ein folgenreiches Missverständnis zwischen beiden führt dann dazu, dass sie sich aus den Augen verlieren. 
Fünf Jahre sind vergangen, als Walter Ray in New York über den Weg läuft. Obwohl Walter inzwischen verheiratet ist und einen kleinen Sohn hat, wird Ray seine Geliebte. Sie zieht in eine kleine von Walter unter dem Namen „Smith“ in einer Seitenstraße gemietete Wohnung ein. Zwei weitere Jahre sind vergangen, als Rays Freund Ed Porter sie findet und aus ihrem Verhältnis zu Walter lösen will. Er bietet ihr einen Job als Modedesignerin an. Ray lehnt jedoch ab. Als Walter kurz darauf von seinem Onkel auf eine längere Geschäftsreise nach Europa geschickt wird und Frau und Kind ihn begleiten, zieht sich die Zeit, in der Ray auf seine Rückkehr wartet, endlos hin. Curt Stanton, inzwischen ein erfolgreicher Mann in der Autobranche, besucht Ray in der Stadt und gesteht ihr seine Liebe, was die junge Frau verunsichert. Als sie in ihre Wohnung flüchtet, findet sie dort zu ihrer großen Freude Walter vor. Das Glücksgefühl ist jedoch eher von kurzer Dauer, als sie erfährt, dass Walters Frau während der langen Abwesenheit des Paares eine Tochter bekommen hat. Zwar beschließt Ray, Walter zu verlassen und Curts Antrag anzunehmen, kann jedoch Walters Drängen nicht standhalten und lässt sich erneut auf ihn ein. 
Jahre sind vergangen, als Walter im Jahr 1928 mit seiner Familie erneut nach Europa reist, wo er eine amerikanische Bankenkommission in Genf leiten soll. Diesmal befindet sich auch Ray an Bord, deren Verhältnis zu Walter nicht mehr geheim ist. Während Walter auf der Konferenz ist, sucht sein Sohn Richard Ray auf. Als der Banker früher als erwartet zurückkehrt, und seinem Sohn von seiner langjährigen Liebe zu Ray erzählen will, stößt er auf Unverständnis und Widerwillen. Nachdem Richard gegangen ist, erfährt Ray, dass die Kommission sich aufgrund seiner Beziehung zu ihr von ihm getrennt habe. Walter ist angeschlagen und vertröstet Ray darauf, dass man sich am nächsten Tag sehen werde. Am Morgen muss Ray aus der Zeitung erfahren, dass Walter einen schweren Schlaganfall erlitten hat. Kurz darauf erhält sie einen Anruf Walters, der noch während dieses Gesprächs stirbt. Tage später besucht Richard Ray in ihrer Wohnung und dieses Mal hört er zu, als sie von ihrer Liebe zu seinem Vater spricht. Mit Walters Bild in den Armen stirbt Ray kurz darauf ebenfalls.

## Produktion und Hintergrund
Gedreht wurde vom 30. Oktober bis Ende Dezember 1940. Am 4. Februar 1941 wurde der Film im Lincoln Theatre in Miami in Florida in den USA uraufgeführt. Unter den Premierengästen war auch der Universal-Star Deanna Durbin. Am 7. Februar 1941 lief der Film allgemein in den Kinos der USA an. In Österreich kam er am 29. Dezember 1945 unter dem Titel In der Seitengasse ins Kino. Am 10. Februar 1950 erfolgte eine Wiederaufführung, diesmal unter dem Titel Seitengassen des Lebens. In Deutschland war der Film erstmals am 28. Oktober 1981 im DFF zu sehen. 
Für die Rolle der Ray Smith hatte Joan Fontaine bereits zugesagt, sie ging dann aber an Margaret Sullavan. The Hollywood Reporter berichtete im März 1941, dass der Film als großer Erfolg für Universal verbucht worden sei. In der ebenfalls 1941 entstandenen Filmkomödie Sprechstunde für Liebe kamen Margaret Sullavan und Charles Boyer erneut zusammen.
Der Film stellt ein Remake des 1932 entstandenen gleichnamigen Films dar, der unter der Regie von John M. Stahl entstanden war und in den Hauptrollen mit Irene Dunne und John Boles besetzt ist. Eine weitere Verfilmung unter dem Titel Endstation Paris mit Susan Hayward und John Gavin unter der Regie von David Miller kam 1961 in die Kinos.
Ursprünglich hieß Fannie Hursts Roman Grand Passion (deutsch Große Leidenschaft) und wurde erstmals als monatliche Serie im Cosmopolitan Magazin veröffentlicht. Der Roman erschien dann unter dem Titel Back Street (Seitenstraße). Hollywood zeigte sich schon früh an dem Stoff einer alleinstehenden Frau, die durch ihr Verhältnis zu einem verheirateten Mann im Schatten leben muss, interessiert. Die Universal Studios erwarben die Buchrechte im Jahr 1931 für 30.000 $. Fannie Hurst war mit der Wahl Charles Boyers in der Rolle des Walter nicht einverstanden. Das Studio vergab daraufhin die Aufgabe, ein Drehbuch für eine Verfilmung zu schreiben, an Bruce Manning. Obwohl der Film sehr erfolgreich war und eine große Popularität in der Öffentlichkeit genoss, hielt Hurst auch nach seiner Veröffentlichung an ihrer Abneigung fest. Eine weitere Schwierigkeit ergab sich für das Studio durch Joseph Breen von der Production Code Administration, der besorgt war, dass der Film Ehebruch romantisieren könne und den Verantwortlichen eine Fülle von Beschränkungen auferlegte, um sicherzustellen, dass Walter und Ray aufgrund ihrer Affäre ein schlechteres Leben hätten als ohne. Das beinhaltete, dass Ray überwiegend arm und einsam dargestellt wurde und Walter zum Gejagten zwischen seinen Terminen, seiner Familie und seiner Geliebten wurde. Darüber hinaus wurde auf intime Liebesszenen zwischen beiden verzichtet. Dem Publikum sollte vorgeführt werden, dass jeder, der in diese tragische Affäre verwickelt war, einen hohen Preis dafür zu zahlen hatte. Die Fassung von 1941 gilt bis heute als die beste und wurde auch mit einer Oscar-Nominierung belohnt.

## Kritik
Für das Lexikon des internationalen Films handelte es sich um „Hollywood-Unterhaltung der sentimentalen Art“.
Bosley Crowther von der New York Times befand, dass Miss Sullavans Leidensfähigkeit unendlich sei und der Film eine bunte und angenehm nostalgische Nacherzählung des alten Fannie Hurst-Romans sei, dessen Verfilmung bereits 1932 vom Erfolg gekrönt gewesen sei. Der Film drücke auf die Tränendrüsen und sei die Quintessenz eines Frauenbildes im Hinblick auf Entsagung und Anspruchslosigkeit.
In Varietys Bewertung heißt es, dass die zweite Verfilmung die tränenreichen Qualitäten des Originalwerks beibehalte. Margaret Sullavan liefere eine starke und sympathische Charakterisierung voll Liebe und Hingabe als williges Opfer. Charles Boyer Darstellung sei gewandt und zurückhaltend in seiner Wiedergabe eines Manns, der seine Zuneigung und Zeit zwischen Frau und Geliebter teilen müsse.

## Auszeichnungen
Auf der Oscarverleihung 1942 war Frank Skinner in der Kategorie „Beste Filmmusik in einem Drama“ für den Oscar nominiert. Die Statue ging jedoch an Bernard Herrmann und den Fantasyfilm Der Teufel und Daniel Webster.